# Basil Christopher Butler
Basil Christopher Butler OSB (* 7. Mai 1902 in Reading, Vereinigtes Königreich; † 21. September 1986) war ein englischer Ordensgeistlicher und Weihbischof in Westminster.

## Leben
Basil Christopher Butler trat der Ordensgemeinschaft der Benediktiner bei und empfing am 10. Juni 1933 das Sakrament der Priesterweihe.
1946–1966 war Butler Abt der Downside Abbey. Am 29. November 1966 ernannte ihn Papst Paul VI. zum Titularbischof von Nova Barbara und bestellte ihn zum Weihbischof in Westminster. Der Erzbischof von Westminster, John Carmel Kardinal Heenan, spendete ihm am 21. Dezember desselben Jahres die Bischofsweihe; Mitkonsekratoren waren der Bischof von Clifton, Joseph Edward Rudderham, und der Apostolische Delegat im Vereinigten Königreich, Erzbischof Igino Eugenio Cardinale.